# 西索
西索·莫羅（ Hisoka Morow）是漫畫《HUNTER X HUNTER》裡登場的角色。香港譯名方面，文化傳信漫畫譯「畢索加」，TVB譯「希索加」，另有「廁所戰神」之稱。

## 人物

### 外表與性格
魔術師風格。第287期獵人（考試編號44）。曾偽裝為幻影旅團成員，背號4。
留著向後的粉紅色頭髮（舊版獵人考試時為淺藍，天空鬥技場後期改為紅），金色細長的眼睛和尖銳的指甲，鼻子尖挺，右眼下方有星星圖樣，左眼下方則是有水滴圖樣，身材健壯，初登場時身上就已穿有圖樣的衣服。
總是一副從容的態度，變化多端，反覆無常喜歡捉弄人，異常的人格，是變化系能力者。能一眼就分辨出他人資質，偶爾還會替他人打分數，與強者對戰時感到興奮，對於沒有實力也沒有利用價值的人完全不想理。其個性多變，很難猜透他心中的想法，曾因不滿一位獵人考試的考官而重創對方，但有時也會開玩笑，和華石鬥郎戰鬥時被對方斬斷雙手，但也像西索多變的戰鬥風格，讓對手弄不清，在給予瑪奇縫合時曾表示自己說不定是為了要讓她縫合所以故意弄斷的，此處西索確實是刻意送出手臂，因此尚未確認是否為玩笑。
對獵物主要以"有興趣"為主要原因
會留下"現在殺掉太可惜"的人，反之對其他人毫無同情心
與實力懸殊的對手戰鬥時，擅長以獨特的戰鬥風格玩弄對方於股掌之間
喜歡正太，曾經盯著奇犽跟小傑的屁股，散發出邪惡的氣息，而被提防。

### 身世與經歷
過去和經歷幾乎不詳，據說是因為很不喜歡提起，根據幻影旅團成員瑪奇的說法西索對於過去沒有興趣，實際上可能是因為童年很窮苦（舊版42集「西索的愛×決鬥×小傑的認真」曾提起），因此只要是過去瑣碎的小事就會馬上忘記，是個喜歡活在當下的人。西索的戰鬥力十分高強，能將念力使用得出神入化符合自己特性。除了身手好之外，也很有頭腦，每一招也是經過計算思考才使出。和奇犽·揍敵客的大哥伊耳謎·揍敵客有商業上的交易，兩人的交情似乎很好。
於《週刊少年JUMP》的人氣投票中第1次得到No.4、第2次得到No.5、第3次得到No.7。

## 劇情
在獵人考試中，因有一名考生撞到了他而沒有道歉，所以毀了他的雙手作為西索的初登場，並還在第一次試驗中玩起「考官遊戲」。後遇上了小傑·富力士，開始對他產生興趣，自此之後西索多次向小傑出手相救。酷拉皮卡認為這不是因為西索人好， 而是因為他將小傑當作自己的獵物，不希望小傑在成長為有資格成為他的對手前遭到不測，甚至對雷歐力·帕拉丁奈特、奇犽·揍敵客也有類似的狀況。在接受面試時曾表示在考生中最想交手的人是奇犽和小傑，但其實對尼特羅會長有想交手的意思。最終試驗與酷拉皮卡戰鬥後在耳邊說了悄悄話後選擇退出，而後同樣與鮑德羅戰鬥後在耳邊說悄悄話令鮑德羅退出，成為獵人。之後和酷拉皮卡約定好告訴他有關幻影旅團情報。
在天空競技場等待小傑和奇犽，與小傑交手讓小傑成功還與獵人試驗中送號碼牌的人情，和他比了一場決鬥。幻影旅團成員瑪奇告知團長全員集合指令，西索表示找到新玩具似乎暗指小傑。
在友克鑫市與酷拉皮卡會面，並透露西索在4年前因幻影旅團四號位置出現空缺（原團員因不可知原因離開了旅團, 此劇情在劇場版一「緋色的幻影」中有詳加解釋）而假装加入幻影旅團，實際並非旅團成员，他加入幻影旅團只為了能和團長庫洛洛·魯西魯一較高下，但可惜總有至少兩位團員在庫洛洛身邊，使西索苦無機會，想與酷拉皮卡合作交換情報。色梅塔大樓戰爭後，發「屍體是假的」簡訊給酷拉皮卡，後因庫洛洛使用從妮翁那兒偷來的預言念能力，被信長·哈察馬發覺是出賣成員窩金的人。在旅團與酷拉皮卡周旋下，請伊耳謎的幫助成功與團長庫洛洛·魯西魯單獨相處決鬥的機會，但發現庫洛洛被酷拉皮卡的能力限制禁止再使用念能力，認為是壞掉的玩具感到失望落寞，而放走庫洛洛。
貪婪之島篇庫洛洛找上西索代替進入貪婪之島尋找除念師以解除限制，而庫洛洛的報酬是除念後的答應與西索決鬥（其中參與小傑和奇犽等人的躲避球賽，幫助對抗磊札）。
會長選舉篇時也有參予投票（白紙），順便評價各個獵人，認為決鬥還是要找十二支，其目也想見金·富力士。後配合伊耳謎開始獵殺阿路加·揍敵客，同時殺死了不少業餘和職業的獵人，揍敵客家的管家梧桐也敗在他手上。
黑暗大陸篇時，在天空競技場與樓主的身分的庫洛洛展開對決（漫畫第352話），在庫洛洛為了和西索對決（其間在玩捉迷藏）而收集齊全的條件下，西索被庫洛洛用計炸死而敗北，但死前用念能力希望念能在死後甦醒，對自己心臟和肺臟按摩。事後瑪奇前來確認西索有無死亡，因為受西索雇用等人情，欲縫合西索屍體，正準備以念線幫西索屍體縫合的瞬間，西索的身體被念包圍，死後甦醒，而後西索趁機從背後抱住瑪奇並用能力綑綁，要求傳話給旅團全員自己將開始狩獵旅團，之後趁其不備將幻影旅團成員俠客和庫嗶在公園公廁旁殺害，稱幻影旅團還有10人。此事也導致幻影旅團在黑暗大陸篇展開獵殺西索的行動。同時也讓西索成為在獵人漫畫中被關注的焦點，

## 念能力
西索是變化系念能力者。西索不需要他人的指導，就已得知念能力的存在。
伸縮自如的愛（Bungee Gum）
可以把氣變成口香糖狀，黏在敵人身上，藉此限制敵人的動作。氣拉得越長，縮回來的力道越大，但氣若離開西索的身體和拉長超過十公尺的話，就會斷掉。此外，伸縮自在的愛同時擁有口香糖和橡膠兩種性質，亦可和「輕薄的假象」結合運用，將身體的創傷從外觀重塑復原。延伸技「最快速收縮」是能將黏住的他物極快速地拉過來。其名稱來自西索以前愛吃的口香糖。
香港舊版譯「百事能奇力貼」
輕薄的假象（Texture Surprise）
在自己的氣中加入想像力，便能重現一切質感，但只能模仿像紙般薄的東西，亦即是說，它就像優質的彩色影印一樣，可是一旦被觸就會被發覺。西索背上的蜘蛛刺青，就是用輕薄的假像弄的。西索和庫洛洛於天空競技場決鬥敗北，被人偶炸死再復活和經過瑪奇的急救後，曾利用此能力再造被炸斷的手腳和修復被炸傷毀容的臉部。名字取自以前糖果裡附的惡作劇貼紙。
香港舊版譯「杜奇利質感」

## 武器
以念強化的撲克牌攻擊，有如刀刃般的殺傷力，平時藏於西索身上。

## 迴響
週刊少年JUMP的決鬥排行榜中，西索和華石鬥郎的對決得到No.8。
2016年，日本投票網站ranking票選少年JUMP上最性感的反派角色，西索和迪奧·布蘭度並列第一名。

### 備註
1. ↑  新版1-25集
2. ↑  新版26集起